# Poudenx
Poudenx é uma comuna francesa na região administrativa da Nova Aquitânia, no departamento Landes. Estende-se por uma área de 7,35 km². Em 2010 a comuna tinha 233 habitantes (densidade: 31,7 hab./km²).